# The Fourth Dimension
The Fourth Dimension är det svenska death metal-bandet Hypocrisys tredje studioalbum och släpptes 1994.

## Låtlista
1. "Apocalypse" − 5:55
2. "Mind Corruption" − 3:50
3. "Reincarnation" − 3:48
4. "Reborn" − 3:06
5. "Black Forest" − 4:23
6. "Never to Return" − 4:08
7. "Path to Babylon" − 3:43
8. "Slaughtered" − 5:39
9. "Orgy in Blood" − 3:20
10. "The North Wind" − 3:45
11. "T.E.M.P.T." − 3:19
12. "The Fourth Dimension" − 5:51
13. "The Arrival of the Demons (Part 1)" − 1:50
14. "The Abyss" − 4:38
15. "Request Denied"
16. "Strange Ways"